# Geophilus seurati
Geophilus seurati är en mångfotingart som beskrevs av Henri W. Brölemann 1924. Geophilus seurati ingår i släktet Geophilus och familjen storjordkrypare. Inga underarter finns listade i Catalogue of Life.